# Tercera pandèmia de pesta
La tercera pandèmia de pesta és la designació d'una pandèmia de pesta bubònica important que va començar a la província xinesa de Yunnan el 1855, cinquè any de l'emperador Xianfeng de la dinastia Qing. Aquest episodi de pesta bubònica es va estendre a tots els continents habitats i, en definitiva, més de 12 milions de persones van morir a l'Índia i a la Xina, amb uns 10 milions morts només a l'Índia. Segons l'Organització Mundial de la Salut, la pandèmia es va considerar activa fins al 1960, quan les baixes mundials van baixar fins a 200 a l'any.
El nom fa referència a aquesta pandèmia com el tercer gran esclat de pesta bubònica que va afectar la societat europea. La primera va ser la Pesta de Justinià, que va assolar l'Imperi Romà d'Orient i els seus voltants el 541 i el 542. La segona va ser la Pesta Negra, que va matar almenys un terç de la població europea en una sèrie d'ones d'infecció en expansió de 1346 a 1353.
Els patrons de casualitat indiquen que les onades d'aquesta pandèmia de finals del segle xix / principis del segle xx poden haver estat de dues fonts diferents. La primera era principalment bubònica i es transportava a tot el món a través del comerç marítim, mitjançant el transport de persones infectades, rates i càrregues que transportaven puces. La segona soca, més virulenta, oferia una patologia de tipus pneumònic amb un fort contagi persona a persona. Aquesta soca es va limitar en gran part a Àsia, en particular a Manxúria i Mongòlia.

## Patró de la pandèmia

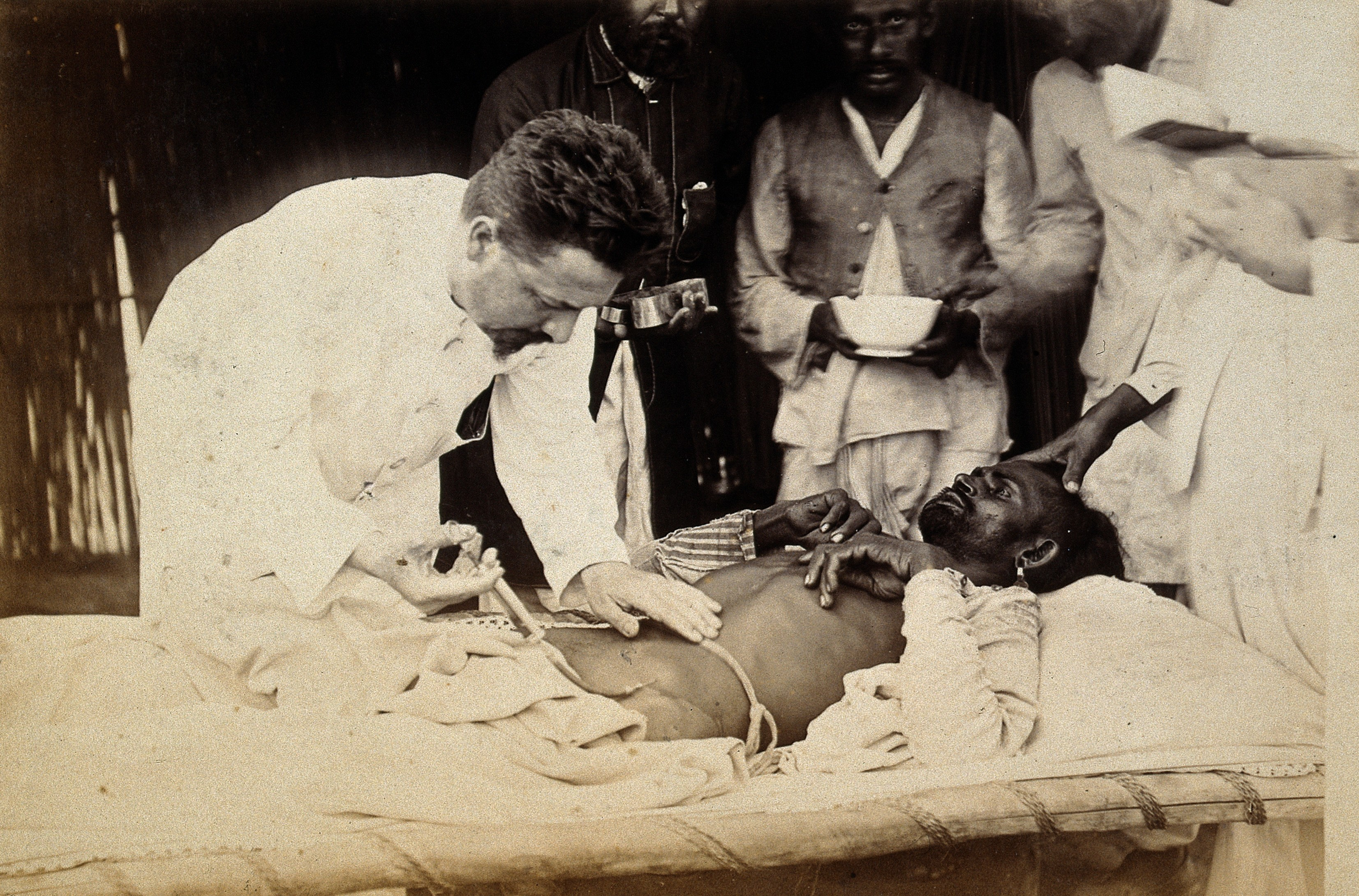
Un malalt de pesta que va ser injectat per un metge el 1897 a Karachi

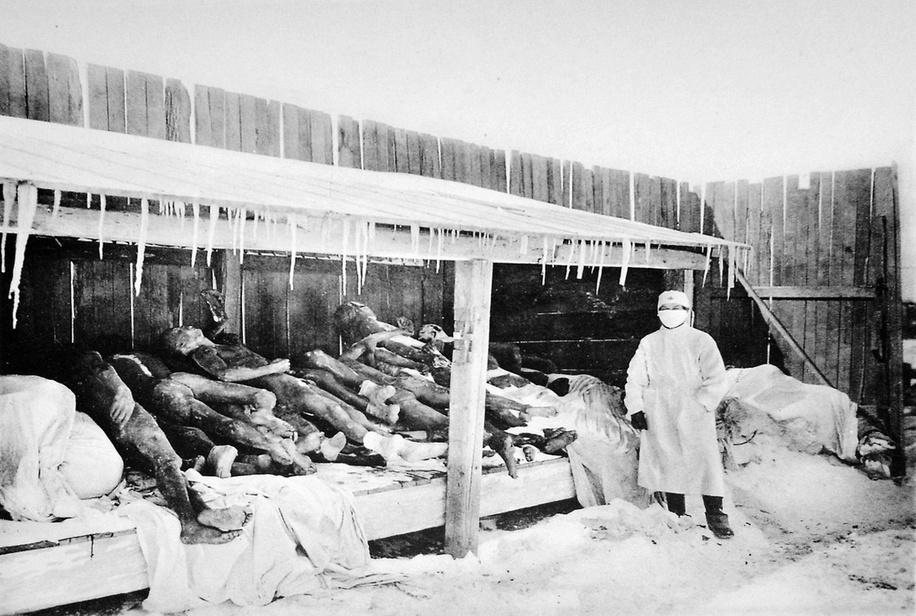
Fotografia de víctimes de la pesta manxuriana entre 1910 i 1911

La pesta bubònica va ser endèmica en poblacions de rosegadors terrestres infectats a l'Àsia central i va ser una causa coneguda de mort entre les poblacions humanes migrants i establertes en aquesta regió durant segles. L'afluència de persones noves a causa dels conflictes polítics i el comerç mundial va provocar la distribució d'aquesta malaltia a tot el món.

### Origen a la província xinesa de Yunnan
A l'oest de Yunnan hi ha un reservori natural o nidus per a la pesta i avui dia té un risc per a la salut. La tercera pandèmia de la pesta es va originar en aquesta zona després d'una ràpida afluència de xinesos han per explotar la demanda de minerals, principalment coure, a la darrera meitat del segle xix. Cap al 1850, la població havia explotat a més de 7 milions de persones. L'augment del transport a tota la regió va posar en contacte les persones amb les puces infectades per la pesta, el vector primari entre  Rattus flavipectus i els humans. La gent va tornar a portar les puces i les rates a zones urbanes en creixement, on a vegades els petits brots arribaven a proporcions epidèmiques. La pesta es va estendre encara més després que les disputes entre els miners musulmans han i xinesos ètnia hui a principis dels anys 1850 van esclatar en una revolta violenta coneguda com la rebel·lió Panthay, que va provocar desplaçaments posteriors (moviments de tropes i migracions de refugiats). L'esclat de la pesta va ajudar a reclutar persones a la Rebel·lió Taiping. A la darrera meitat del segle xix, la plaga va començar a aparèixer a les províncies de Guangxi i Guangdong, a l'illa de Hainan i, més tard, al delta del riu Perla, incloent Canton i Hong Kong. Mentre que William McNeil i altres pensaven que la plaga era portada des de l'interior a les regions costaneres per les tropes que tornaven de les batalles contra els rebels musulmans, Benedict suggereix que l'evidència afavoreix el creixent i lucratiu comerç d'opi que va començar després de 1840.
A la ciutat de Canton, a partir del març de 1894, la malaltia va matar 60.000 persones en poques setmanes. El trànsit diari d'aigua amb la ciutat propera de Hong Kong va estendre ràpidament la plaga. Al cap de dos mesos, després de 100.000 morts, les taxes de mortalitat es van reduir per sota de les taxes epidèmiques, tot i que la malaltia va continuar sent endèmica a Hong Kong fins al 1929.

### Impacte polític a l'Índia colonial

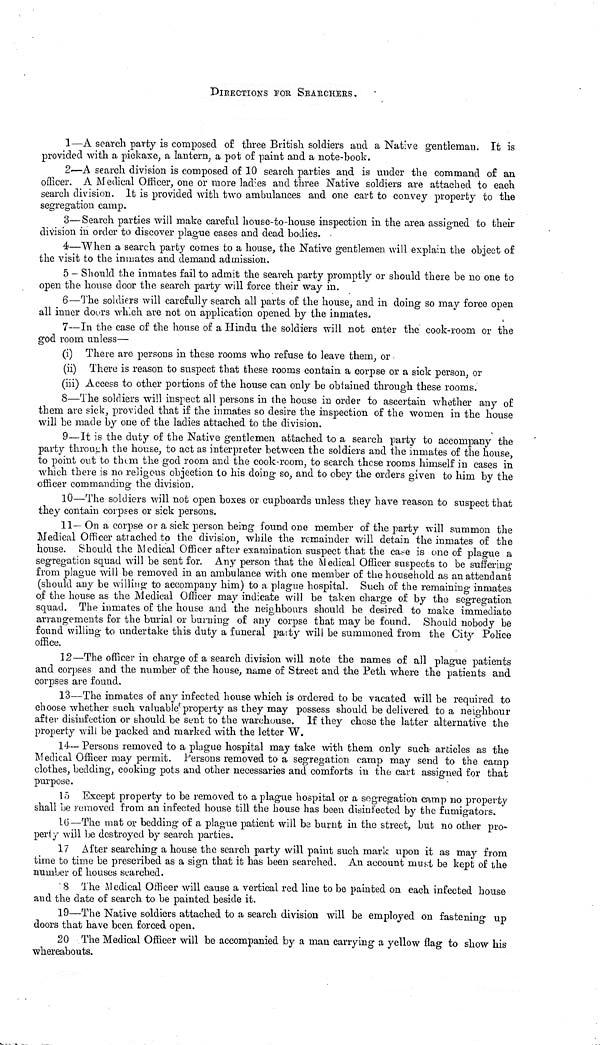
Instruccions per als cercadors, Plaga púnica del 1897

La plaga, que va ser portada de Hong Kong a l'Índia britànica, va matar uns 10 milions a l'Índia, després va matar també uns altres 12,5 milions a la colònia britànica Índia en els següents trenta anys. Gairebé tots els casos eren bubònics, amb un percentatge molt reduït canviant per la pesta pneumònica. La malaltia es va veure inicialment a les ciutats portuàries, començant per Bombai. però després va aparèixer a Poona, Calcuta i Karachi (actualment al Pakistan). Cap al 1899 el brot epidèmic es va estendre a comunitats més petites i zones rurals a moltes regions de l'Índia. En general, l'impacte de les epidèmies de pesta va ser el més gran a l'Índia occidental i septentrional, a les províncies designades llavors com Bombai, Província del Panjab i les Províncies Unides, mentre que l'Índia oriental i sud no van ser tan afectades.
Les mesures del govern colonial per controlar la malaltia van incloure quarantena, camps d'aïllament, restriccions de viatge i l'exclusió de les pràctiques mèdiques tradicionals de l'Índia. Les restriccions a les poblacions de les ciutats costaneres van ser establertes per comitès especials de la pesta amb poders de superació i aplicades per l'exèrcit britànic. Els indis van trobar aquestes mesures culturalment intrusives i, en general, repressives i tiràniques. Les estratègies governamentals de control de plagues van experimentar canvis importants durant 1898-1899. Aleshores, era evident que l'ús de la força per fer complir les regulacions de pesta s'estava mostrant contraproduent i, ara que la plaga s'havia estès a les zones rurals, seria impossible l'aplicació en zones geogràfiques més grans. En aquest moment, les autoritats de salut britàniques van començar a pressionar per a la vacunació generalitzada l'ús de la vacuna Waldemar Haffkine contra la pesta, encara que el govern ha posat èmfasi que la inoculació no era obligatori. Les autoritats britàniques també van autoritzar la inclusió dels metges de sistemes de medicina indígenes en els programes de prevenció de la plaga.
Les accions repressives del govern per controlar la pesta van portar als nacionalistes de Pune a criticar públicament el govern. El 22 de juny de 1897, els germans Chapekar, el jove Pune hindú, van afusellar i assassinar Walter Charles Rand, un oficial de serveis civils indi que actuava com a president del Comitè de la Pesta Especial de Pune i el seu escort militar, el tinent Ayerst. L'acció dels Chapekars va ser considerada com un terrorisme. El govern també va trobar la premsa nacionalista culpable d'incitació. L'activista independentista Bal Gangadhar Tilak va ser acusat de sedició pels seus escrits com a editor del diari Kesari. Va ser condemnat a divuit mesos de presó rigorosa.
La reacció pública davant les mesures sanitàries promulgades per l'estat indi britànic va revelar en última instància les limitacions polítiques de la intervenció mèdica al país. Aquestes experiències van ser formatives en el desenvolupament dels serveis moderns de salut pública de l'Índia.

### Distribució global
La xarxa d'enviaments mundials va assegurar la distribució generalitzada de la malaltia durant les pròximes dècades. Els brots enregistrats inclouen: 
- Pakhoi, Xina 1882.
- Guangzhou, Xina 1894.
- Hong Kong 1894.
- Taiwan, Japó 1896 (durant el gran terratrèmol de Kantō).
- Jiddah, 1896.
- La Meca, 1898.
- Medina, 1898.[12]
- Presidència de Bombai, Raj Britànic 1896–1898.
- Calcuta, India 1898.
- Madagascar, 1898.
- Kobe, 1898.
- San Francisco, 1899.
- Egipte, 1899.
- Manxúria, Xina, 1899.
- Paraguai, 1899.
- Sud Àfrica, 1899–1902.
- República de Hawaii, 1899.[13][14]
- Glasgow, Regne Unit, 1900.[15]
- San Francisco, Estats Units, 1900–1904.[16][17][18]
- Manila, 1900.
- Austràlia, 1900–1905.
- Imperi Rus/Unió Soviètica, 1900–1927.
- Província de Fujian, Xina, 1901.
- Siam, 1904.
- Birmània, 1905.
- Tunisia, 1907.
- illa de Trinitat, Veneçuela, Perú i l'Equador, 1908.
- Bolívia i Brasil, 1908.
- Cuba i Puerto Rico, 1912.

 Cadascuna d'aquestes zones, així com Gran Bretanya, França i altres zones d'Europa, van continuar experimentant brots i víctimes de pesta fins als anys seixanta. L'últim brot significatiu de pesta relacionat amb la pandèmia es va produir al Perú i l'Argentina el 1945.

### La pesta de Hong Kong de 1894
La pesta de Hong Kong de 1894 va ser un important esclat de la tercera pandèmia al món des de finals del segle xix fins a principis del segle xx. El maig de 1894, el primer cas es va produir a Hong Kong. El pacient era un secretari hospitalari nacional i el va descobrir el doctor Yu Xun, el degà de l'Hospital Nacional, que acabava de tornar de Guangzhou. Quan es van construir edificis d'estil xinès, la zona de la muntanya Taiping a Sheung Wan, la zona més densament poblada de Hong Kong, es va convertir en la zona més afectada de l'epidèmia. Controlar l'epidèmia es va convertir naturalment en la màxima prioritat del governador de Hong Kong. De maig a octubre de 1894, la pesta a Hong Kong va matar més de 2.000 persones i un terç de la població va fugir de Hong Kong. En els 30 anys posteriors al 1926, la plaga es va produir a Hong Kong gairebé cada any, i va matar més de 20.000 persones. A través del tràfic marítim a Hong Kong, l'epidèmia de pesta originària de Yunnan, Xina, es va estendre a totes les parts del país després de 1894 i es va estendre per tots els continents on viuen els humans.
Hi va haver diverses raons per al ràpid esclat i la ràpida propagació de la plaga. Primer, en els primers temps de Kailuan, Sheung Wan era un assentament xinès. Està situat a les muntanyes. El disseny de les cases allà no incloïa canals de drenatge, lavabos ni aigua corrent. Els edificis intensius i la manca de rajoles eren també punts febles en el disseny d'habitatges en aquell moment. En segon lloc, durant el Festival de Ching Ming de 1894, molts xinesos residents a Hong Kong van tornar al camp per escombrar les sepultures, que van coincidir amb l'esclat de l'epidèmia a Guangzhou i la introducció de bacteris a Hong Kong. A més, en els primers quatre mesos de 1894, les precipitacions van disminuir i es va assecar el sòl, accelerant la propagació de la plaga.
Les mesures va incloure principalment tres aspectes: establir hospitals de pesta i desplegar personal sanitari per tractar i aïllar pacients amb pesta; realitzar operacions de cerca casolana, descobrir i transferir pacients amb pesta i netejar i desinfectar cases i zones infectades; i establir cementiris designats i assignar una persona responsable del transport i l'enterrament de la pesta morta.

## Investigació sobre malalties
Els investigadors que treballen a Àsia durant la "Tercera Pandèmia" van identificar els vectors de pesta i el bacil de pesta. El 1894, a Hong Kong, el bacteriòleg francès suís Alexandre Yersin aïllà el bacteri responsable (Yersinia pestis, anomenat per Yersin) i va determinar el mode comú de transmissió. Els seus descobriments van conduir a temps a mètodes de tractament moderns, incloent insecticides, l'ús d'antibiòtics i, eventualment, les vacunes contra la pesta. El 1898, l'investigador francès Paul-Louis Simond va demostrar el paper de les puces com a vector.
La malaltia és causada per un bacteri que normalment es transmet per la picada de puces d'un hoste infectat, sovint una rata negra. Els bacteris són transferits de la sang de les rates infectades a la puça de les rates (Xenopsylla cheopis). El bacil es multiplica a l'estómac de la puça, bloquejant-lo. Quan la puça següent mossega un mamífer, la sang consumida es regurgita juntament amb el bacil al torrent sanguini de l'animal mossegat. Qualsevol brot epidèmic greu de pesta en humans està precedit d'un brot en la població de rosegadors. Durant el brot, les puces infectades que han perdut els seus hostes de rosegadors normals busquen altres fonts de sang.
El govern colonial britànic a l'Índia va pressionar l'investigador mèdic Waldemar Haffkine perquè desenvolupés una vacuna contra la pesta. Després de tres mesos de treball persistent amb un personal limitat, estava preparat un formulari per a proves humanes. El 10 de gener de 1897 Haffkine ho va provar ell mateix. Després de la denúncia de la prova inicial a les autoritats, els voluntaris de la presó de Byculla van ser utilitzats en una prova de control, tots els presos inoculats van sobreviure a les epidèmies, mentre que set presos del grup de control van morir. Al final del segle, el nombre d'inoculats només a l'Índia arribava als quatre milions. Haffkine va ser nomenat director del laboratori de la pesta (ara anomenat Institut Haffkine) a Bombai.